# Argimiro Pérez García
Argimiro Pérez García, més conegut com a Pichi Lucas (Camponaraya, El Bierzo, 14 de març de 1959) és un exfutbolista i entrenador castellanolleonès.

## Trajectòria
Lucas es va iniciar en la seua zona natal, on va començar a destacar. Mentre era juvenil al Rivadavia, el Celta de Vigo el va incorporar per a les seues categories inferiors. Després d'una estada al Córdoba CF i al filial vigués, el Gran Peña, a la 80/81 debutava amb el primer equip del Celta.
Eixe any el seu club militava a la Segona B i va aconseguir l'ascens a la Segona A. Lucas contribuïa amb tres gols. El bercià va explotar a l'any següent, aconseguit fins a 27 gols, que van ascendir al Celta a la primera divisió.
Debuta, doncs, a la màxima categoria a la 82/83, on baixa el seu rendiment, com tot el del Celta, que retorna a la Segona. Costaria dos anys més que pujaren de nou, dues campanyes en les quals Lucas era un dels referents ofensius dels gallecs. La 85/85, una nova i efímera estada a Primera, on els números del davanter i del Celta en conjunt eren inferiors a una Segona Divisió que se'ls quedava menuda.
No va ser fins a la 87/88 quan l'equip vigués es consolidaria a Primera, però Lucas ja començava el seu declivi i cada vegada apareixia i marcava menys amb els gallecs. la 89/90 seria la darrera campanya de Lucas amb el club on havia passat tota la seua carrera esportiva, jugant 245 partits i marcant 72 gols.
Després de passar pel CD Ourense, va jugar a la SD Compostela, on, tot i la veterania, va recuperar el seu olfacte golejador i va aconseguir una bona mitjana golejadora encara que no era titular. Va formar part de l'històric ascens dels compostel·lans la temporada 93/94. De nou a Primera, va jugar 14 partits (un de titular) i va marcar 4 gols abans de penjar les botes.

### Com a entrenador
Ha dirigit a la SD Compostela, a la SD Ponferradina i al FC Cartagena.